# William Allen (cardenal)
William Allen (Lancashire, 1532-Roma, 16 de octubre de 1594) fue un sacerdote católico inglés creado cardenal en 1587 por el papa Sixto V. 

## Biografía
Tercer hijo de John Allen y Jane Lister. Bautizado en la iglesia All Hallows, Bispham. Fueron sus hermanos George, Richard, Mary, Elizabeth y Anne. Su apellido también aparece como Alanus; como Alleyne; y como Aleyn.
Fue educado en casa hasta los quince años. Ingresó en el Oriel College, Oxford, en 1547 (Bachelor of Arts y miembro del colegio, 1550; Master of Arts, 16 de julio de 1554). En 1556 fue elegido director de St Mary Hall, Oxford y supervisor de la universidad. En 1558 fue nombrado canónigo del cabildo de la catedral de York a pesar de que todavía era laico, si bien había decidido ya ingresar al estado eclesiástico.

### Persecución religiosa
Académico de Oxford, debido a su celo y lealtad a la Iglesia católica en 1561 huyó de Inglaterra al ascender al trono Isabel I. Tuvo que renunciar a todos sus puestos en Oxford y se trasladó a Lovaina, Flandes. Se unió así a muchos otros académicos de Oxford y Cambridge que rechazaron acatar el Juramento de Supremacía. Al año siguiente, regresó a casa debido a una salud muy delicada y permaneció allí durante tres años. Animó activamente a los católicos e hizo numerosos conversos. En 1565, abandonó Inglaterra para siempre.

### Collegede Douai
En 1565, fue ordenado sacerdote en Malinas (Flandes) donde impartía clases de teología en el colegio benedictino de la ciudad. Concibió la idea de un colegio para estudiantes ingleses en el continente, y pocos años después, en 1568, fundó, siendo nombrado primer rector, el seminario de Douai, al modo de los colleges de Oxford, cuya misión era formar en el sacerdocio a exiliados ingleses dispuestos a retornar secretamente como misioneros a Inglaterra. Aunque el acoso de los espías ingleses obligó a Allen a trasladarse a Reims en 1578, el éxito del proyecto impulsó a los jesuitas a abrir otro colegio en Roma, en 1579.

### La Armada Invencible
Respaldó la formación de la Armada Invencible y en 1588 publicó en los Países Bajos An Admonition to the Nobility and People of England and Ireland concerning the present wars, made from the execution of his holiness' sentence, by the high and mighty King Catholic of Spain, donde satirizaba mordazmente a Isabel e invitaba a la población católica a sumarse al ejército libertador. De haber alcanzado la Armada sus objetivos, Allen se hubiese convertido en gobernador interino de Inglaterra bajo la autoridad del papa y del rey de España, según una nota de Felipe II al duque de Parma, gobernador de los Países Bajos, fechada el 5 de abril de 1588.

## Obras
Miembro de la comisión para la revisión de la Vulgata, con Gregory Martin y Richard Bristow publicó en 1582 en el Colegio inglés de Reims —al que se había trasladado temporalmente el de Douai— una traducción al inglés del Nuevo Testamento. Publicó también dos tratados apologéticos en latín denunciando las persecuciones que sufrían los católicos en Inglaterra bajo el gobierno de Isabel de Tudor: Duo Edicta Elizabethae reginae Angliae contra sacerdotes Societatis Jesu, et alumnos seminariorum quae à Gregorio XIII. pont. max. Romae et Remis pro Anglis sunt instituta, Augustae Trevirorum (Tréveris), 1583, y Ad persecutores Anglos pro catholicis domi forisque persecutionem sufferentibus; contra falsum, seditiosum, & contumeliosum libellum, inscriptum; Justitia Britannica. Vera sincera, & modesta responsio, Douai, 1584.